# Jan Błoński
Jan Błoński, né le 15 janvier 1931 à Varsovie et mort le 10 février 2009  à Cracovie, est un historien polonais, critique littéraire, essayiste et traducteur. C'est un des principaux représentants de l'École de critique littéraire de Cracovie ; il est considéré comme l'un des critiques les plus influents de l'après-guerre en Pologne.

## Biographie
Il a notamment travaillé sur Mikołaj Sęp-Szarzyński, Witold Gombrowicz, Stanisław Ignacy Witkiewicz, Marcel Proust, Samuel Beckett, Sławomir Mrożek...
Il a reçu plusieurs prix, dont en 1981 le Prix Kazimierz-Wyka.